# 白天亮
白天亮（1976年3月—），生於台湾台中，歸化中华人民共和国後，被認定為中國高山族，為中國共産黨党员，中国人民大学新闻学院毕业，硕士研究生，高级编辑。现任人民日报海外版经济社会部主任，中华全国台湾同胞联谊会副会长（兼）。